# (27765) Brockhaus
Pour les articles homonymes, voir Brockhaus.
(27765) Brockhaus est un astéroïde de la ceinture principale.

## Description
(27765) Brockhaus est un astéroïde de la ceinture principale. Il fut découvert le 10 septembre 1991 à Tautenburg par Freimut Börngen. Il présente une orbite caractérisée par un demi-grand axe de 2,28 UA, une excentricité de 0,13 et une inclinaison de 7,7° par rapport à l'écliptique.

## Compléments